# قصر باردو

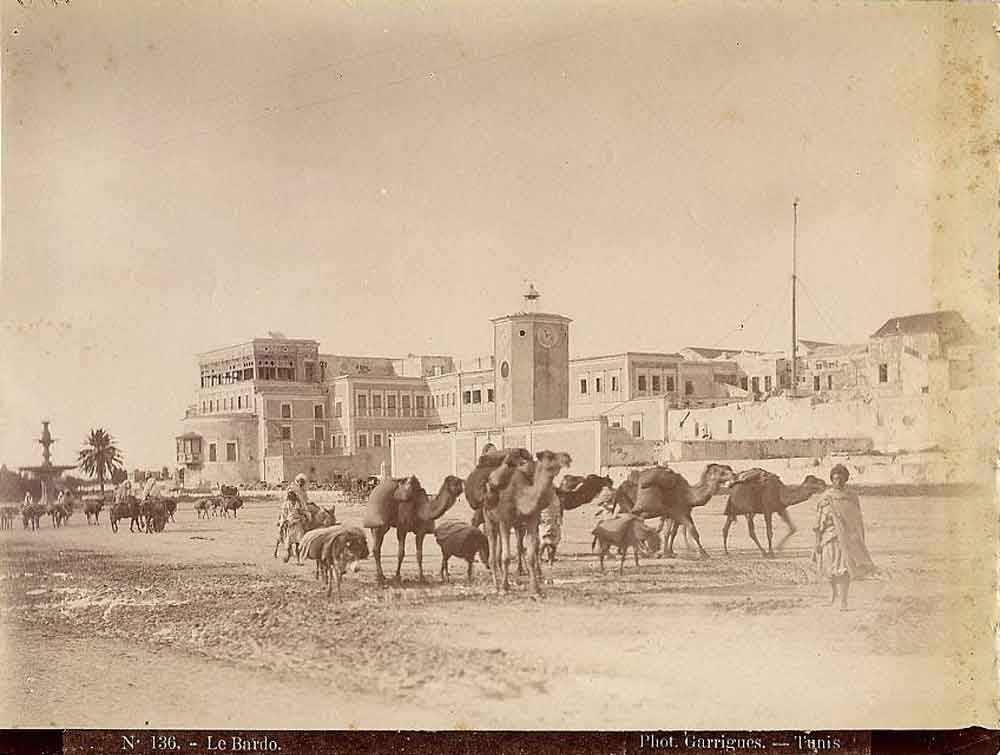
قصر باردو قبل عام 1900

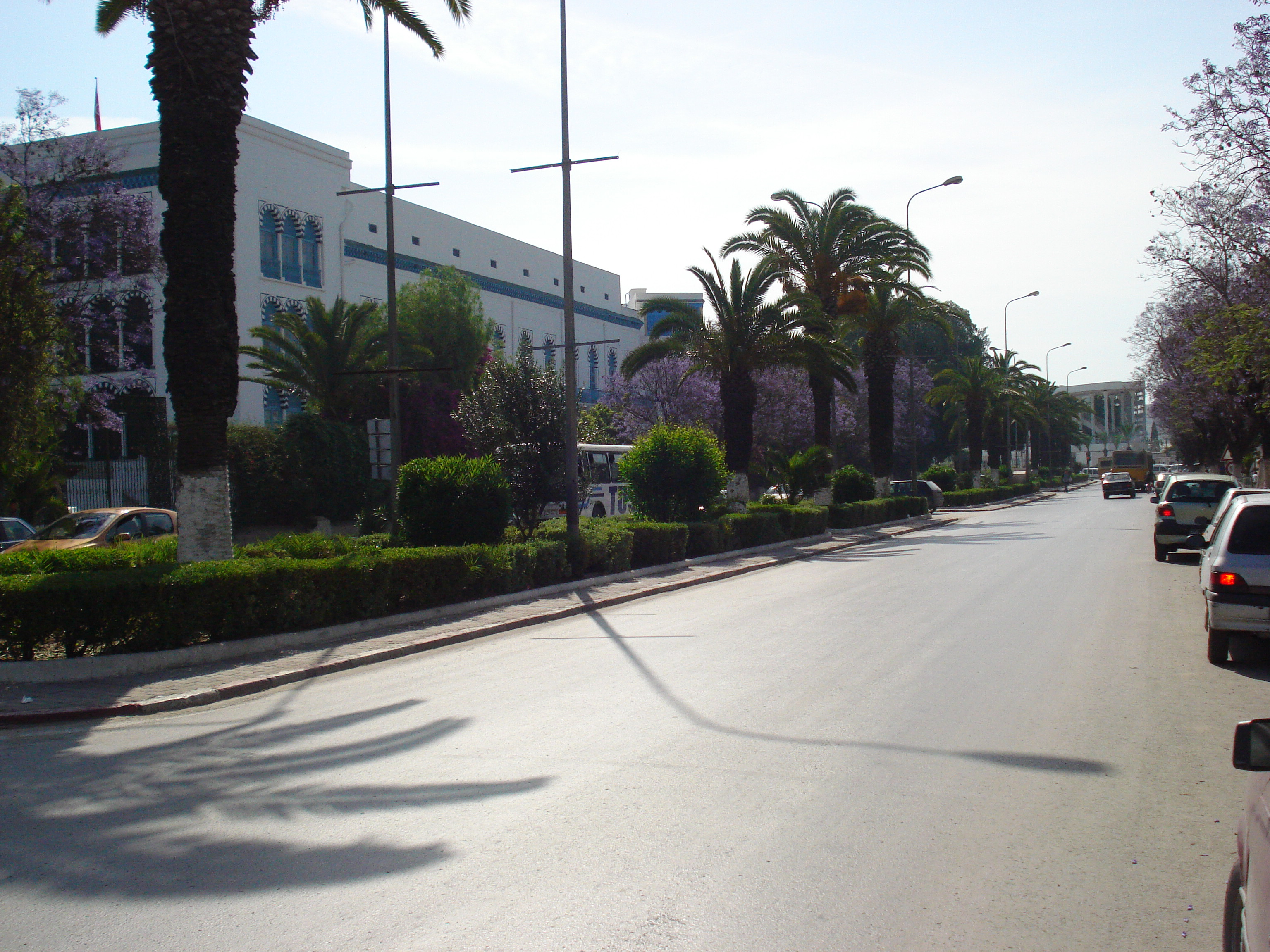
قصر باردو (على يسار الصورة)

قصر باردو هو قصر يقع في مدينة باردو التي تقع في ضاحية تونس العاصمة. كان في الماضي مقر البايات وأصبح يضم اليوم متحف باردو ومقر البرلمان التونسي.
يتألف القصر من القصر الصغير والقصر الكبير. صمم القصر على يد حمدة بن عثمان ومحمّد الغربي. حسب نصوص الرحالة الأوروبيون فإن القصر يعود تاريخه إلى العهد الحفصي وحسب نفس النصوص فإنه تم تحويل القصر إلى بلاط ملكي في القرن السابع عشر ميلادي وذلك على يد الحسين بن علي.

## القصر الصغير
القصر الصغير مبني حول فناء محاط برواقين متقابلين تم تزيين وسطه بفسقيّة من رخام كرارة، وقد استعمل هذا الرخام في تبليط الأرضيّة وتزيين أطر النوافذ والأبواب، تم تغطية جدران القصر بالقاشاني التونسي ويوجد في القصر قاعتي احتفال.

## القصر الكبير
القصر الكبير مبني حول فناء داخلي وأروقة مسقوفة ويتم إضاءته بواسطة نوافذ مرتفعة ومقوّسة. يضم القصر قاعتين فخمتين متقابلتين مخصصة للضيوف.
القاعة الأولى هي قاعة القبّة ويتخذ سقفها شكل قبّة من ستة عشر جانب، تقابل هذه القاعة الصالة الثانية التي تتخذ شكل صليب وتم زخرفتها على الطريقة التونسية.

## معرض الصور

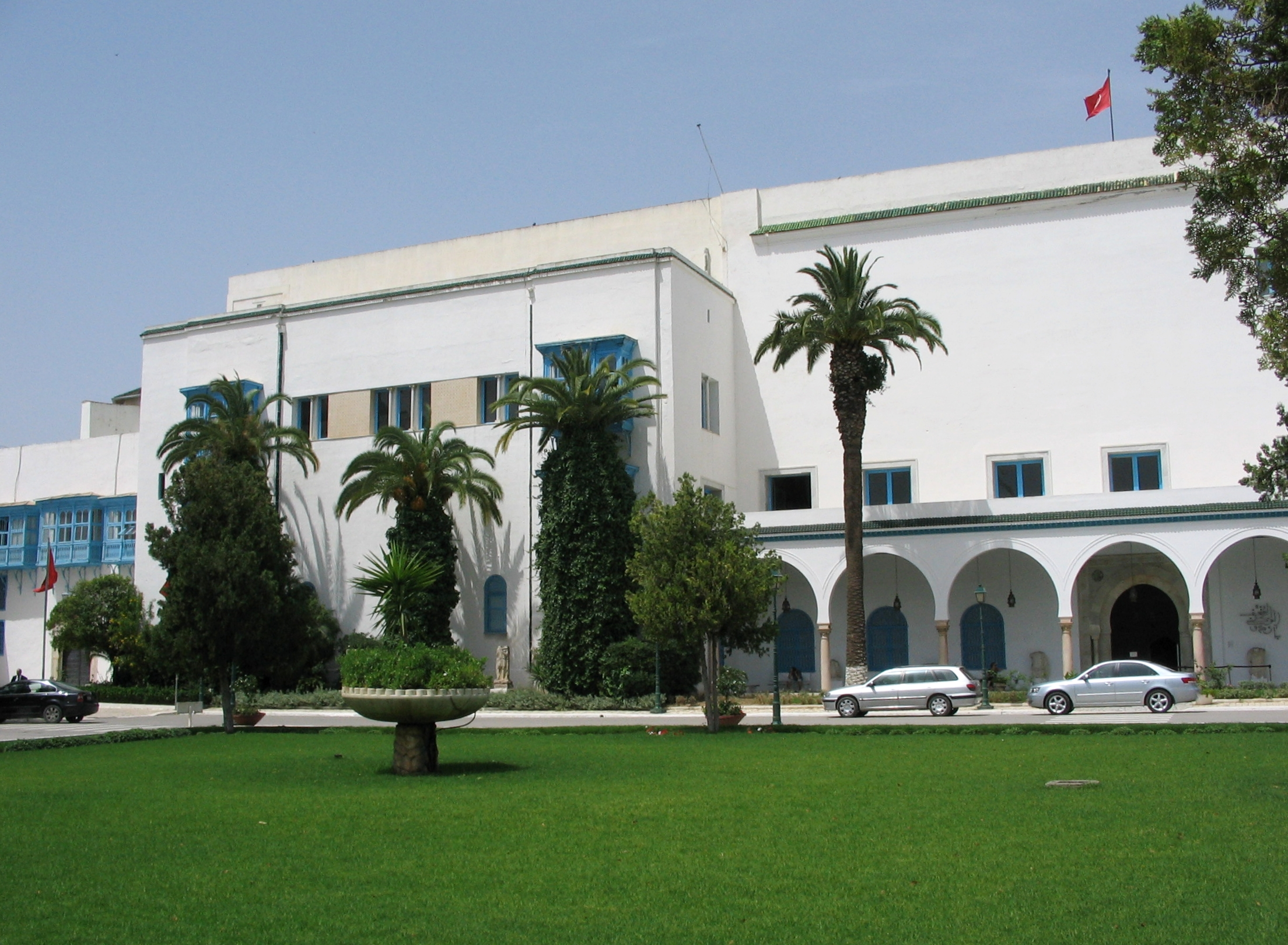
قصر باردو
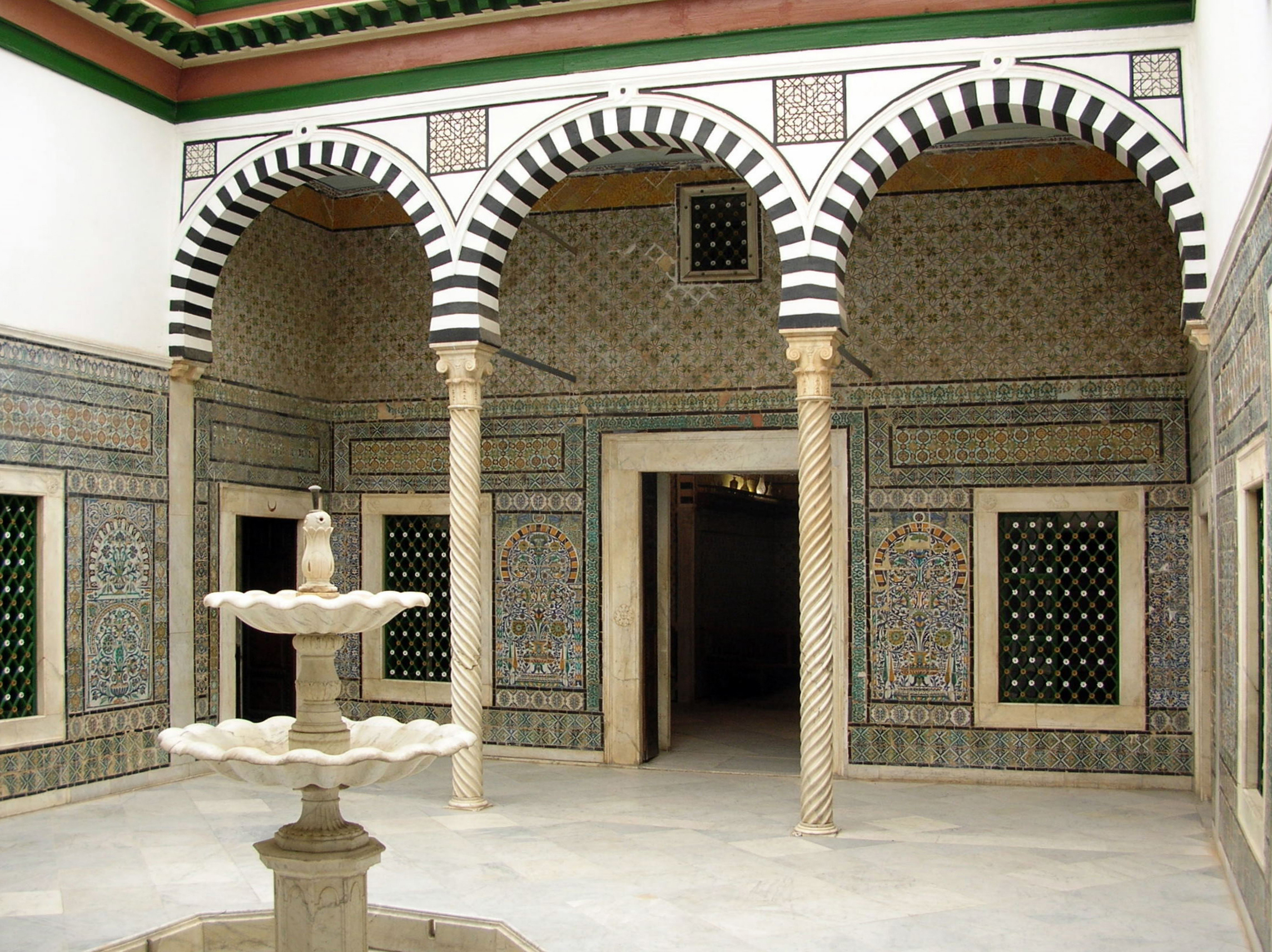
فناء داخل قصر باردو
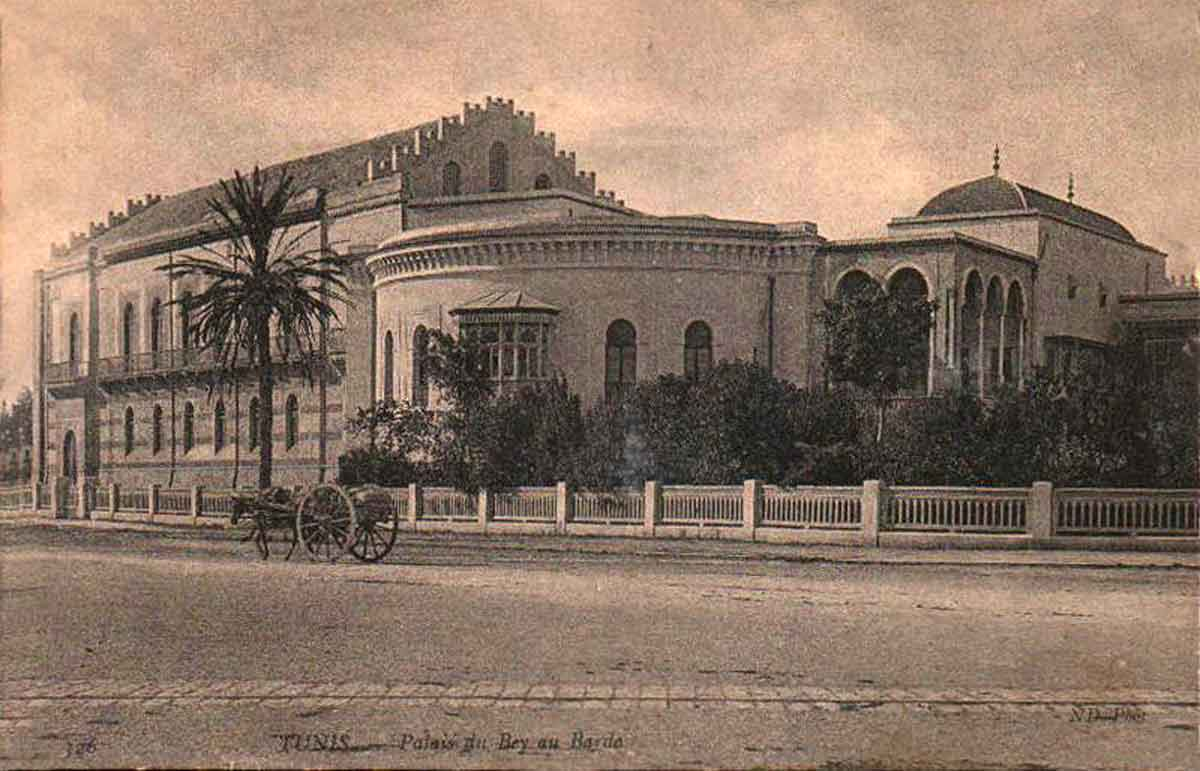
قصر باردو عام 1900
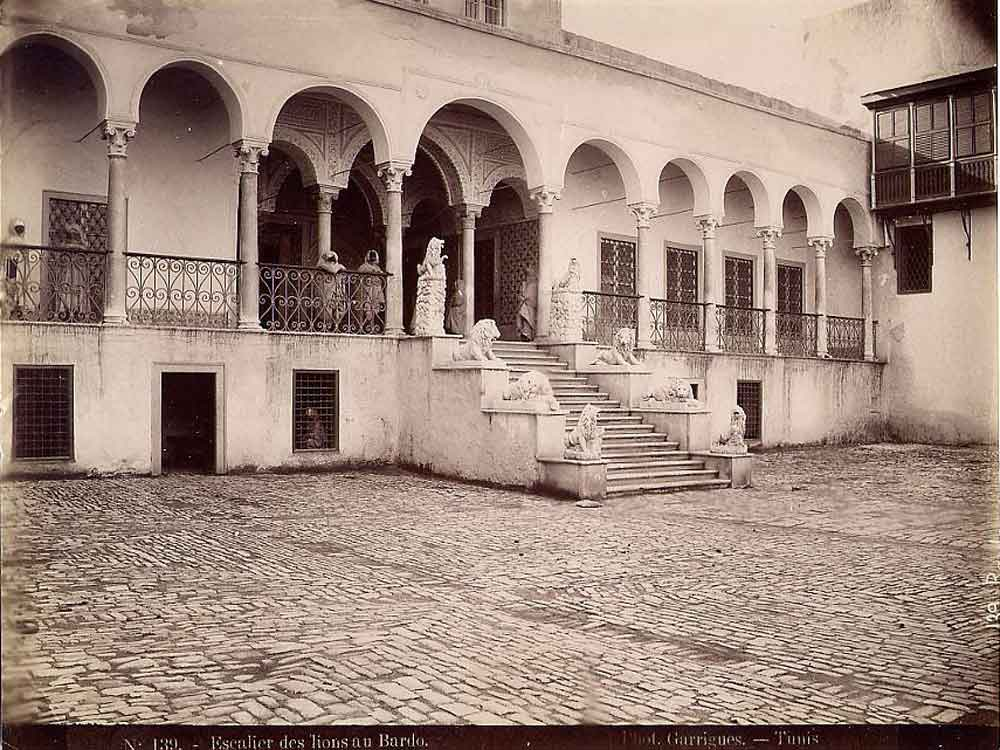
مدخل قصر باردو قبل عام 1900
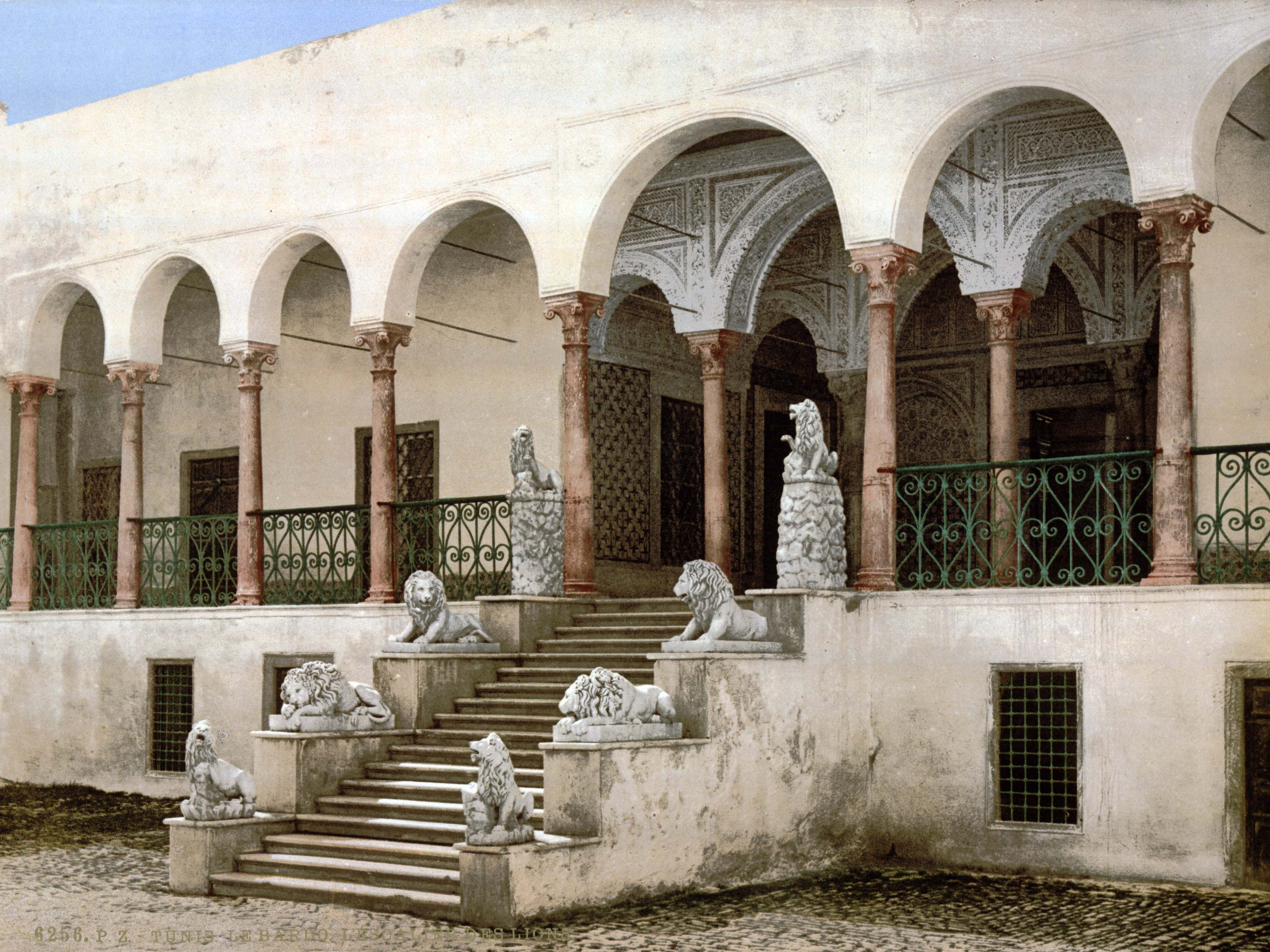
مدخل قصر باردو عام 1899
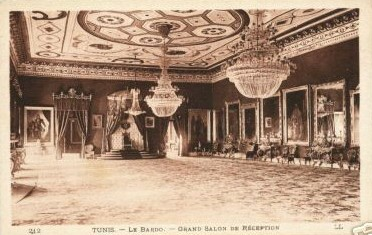
قاعة الاستقبالات الكبرى بقصر باردو حوالي عام 1900
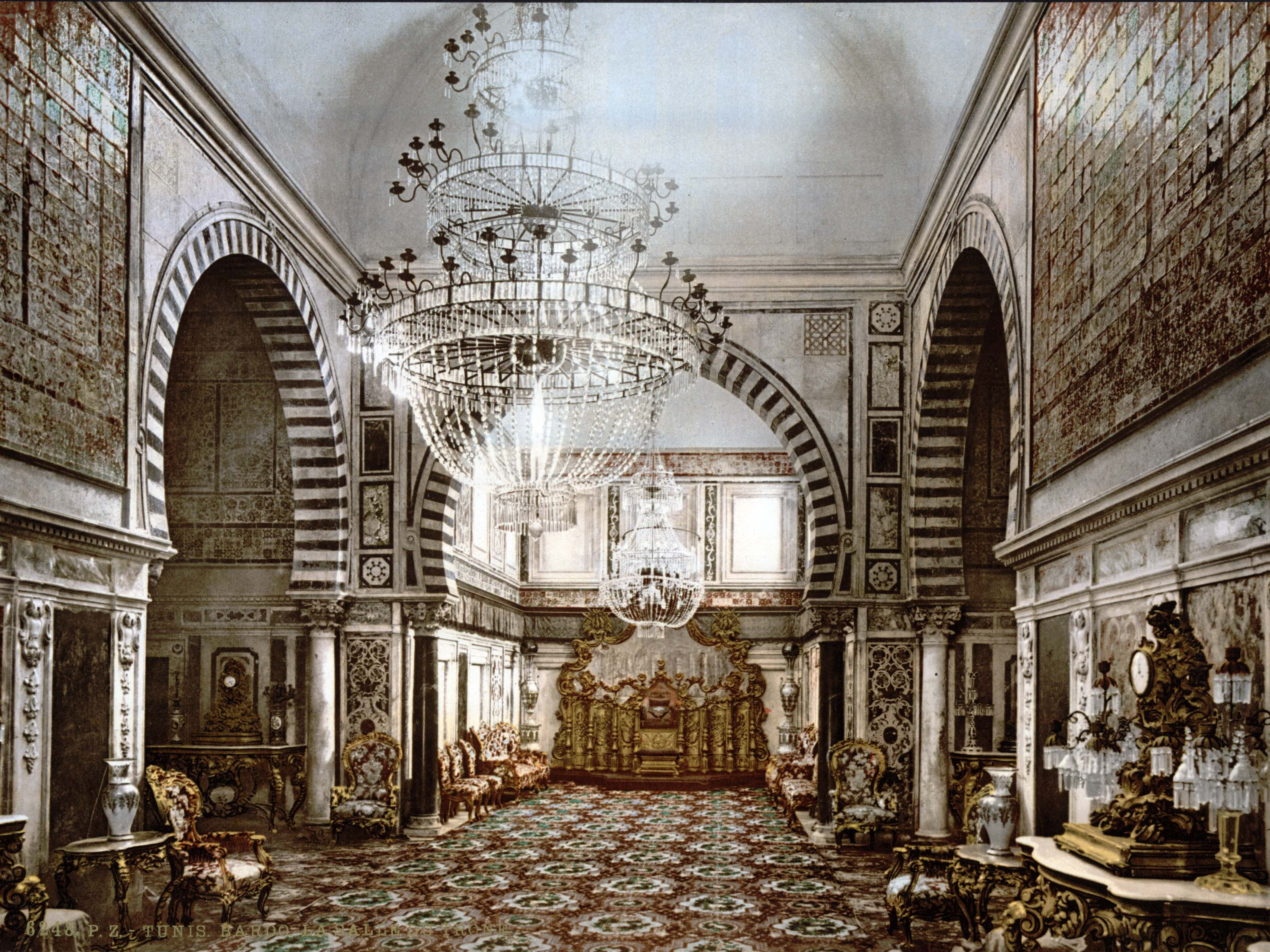
قاعة العرش بقصر باردو عام 1899
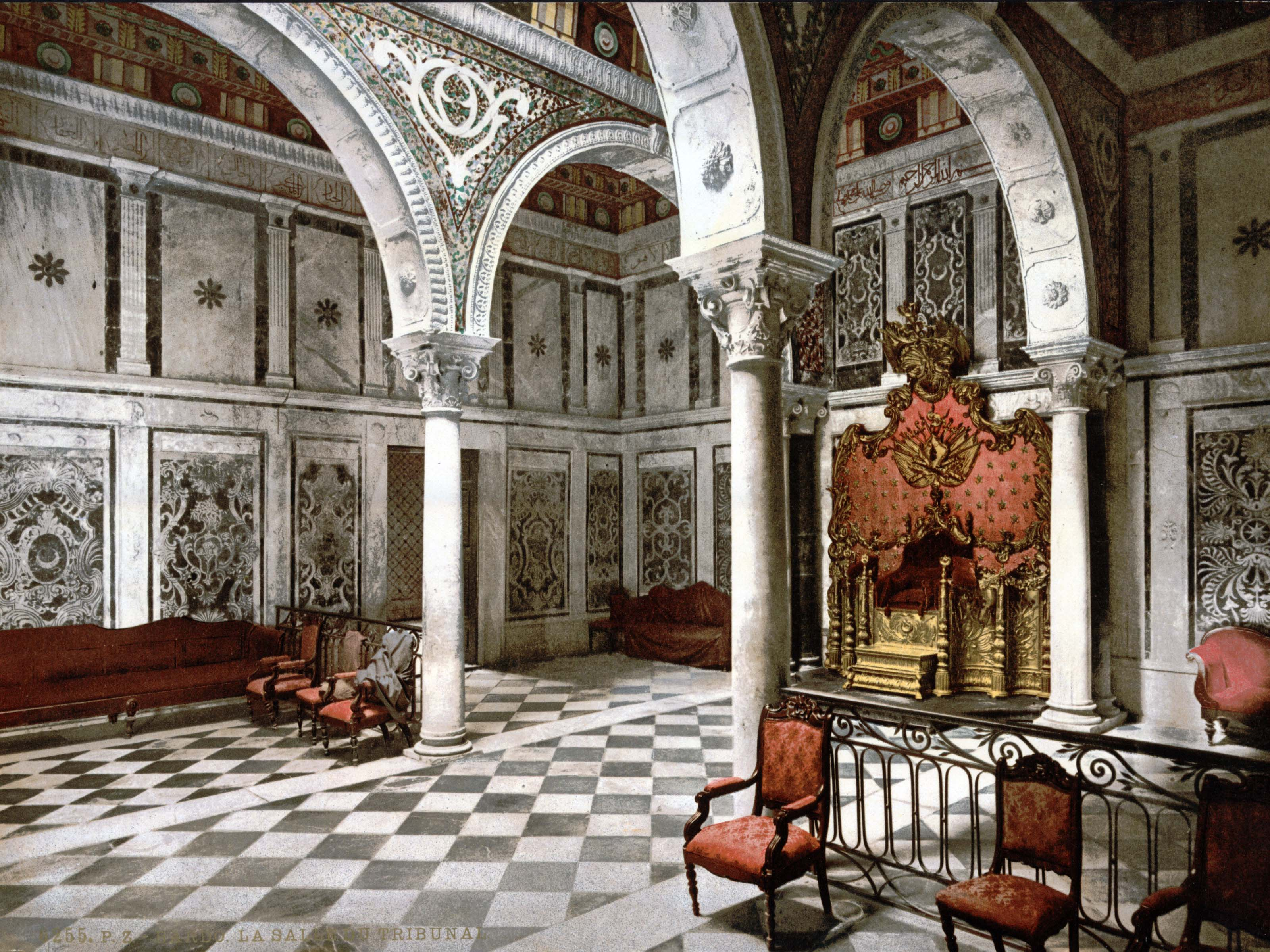
جزء من قاعة العرش بقصر باردو عام 1899
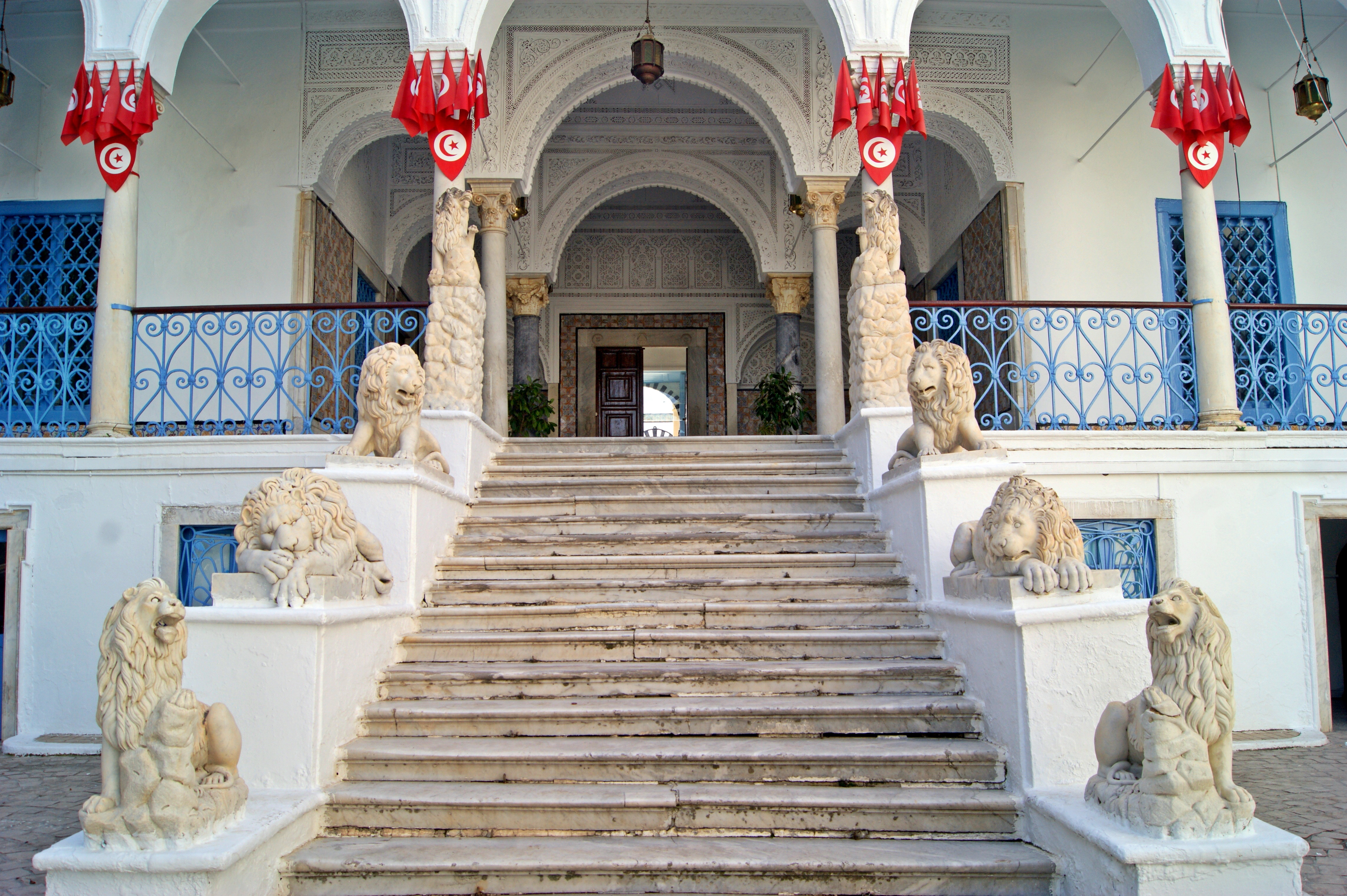
درج الأسد في قصر باردو

## المصدر
- قصر باردو